# Bahnhof Nürnberg-Eibach
Der Bahnhof Nürnberg-Eibach ist sowohl ein Haltepunkt an der S-Bahn an der Bahnstrecke Nürnberg–Roth, als auch ein Betriebsbahnhof an der Bahnstrecke Treuchtlingen–Nürnberg und befindet sich im Süden Nürnbergs am Ostrand des Stadtteils Eibach. Er wird von der S-Bahn-Linie S2 (Roth – Nürnberg – Hartmannshof) angefahren und ist mit den Stadtbuslinien 60, 66, 67, 91 und 98 verknüpft.

## Anlagen

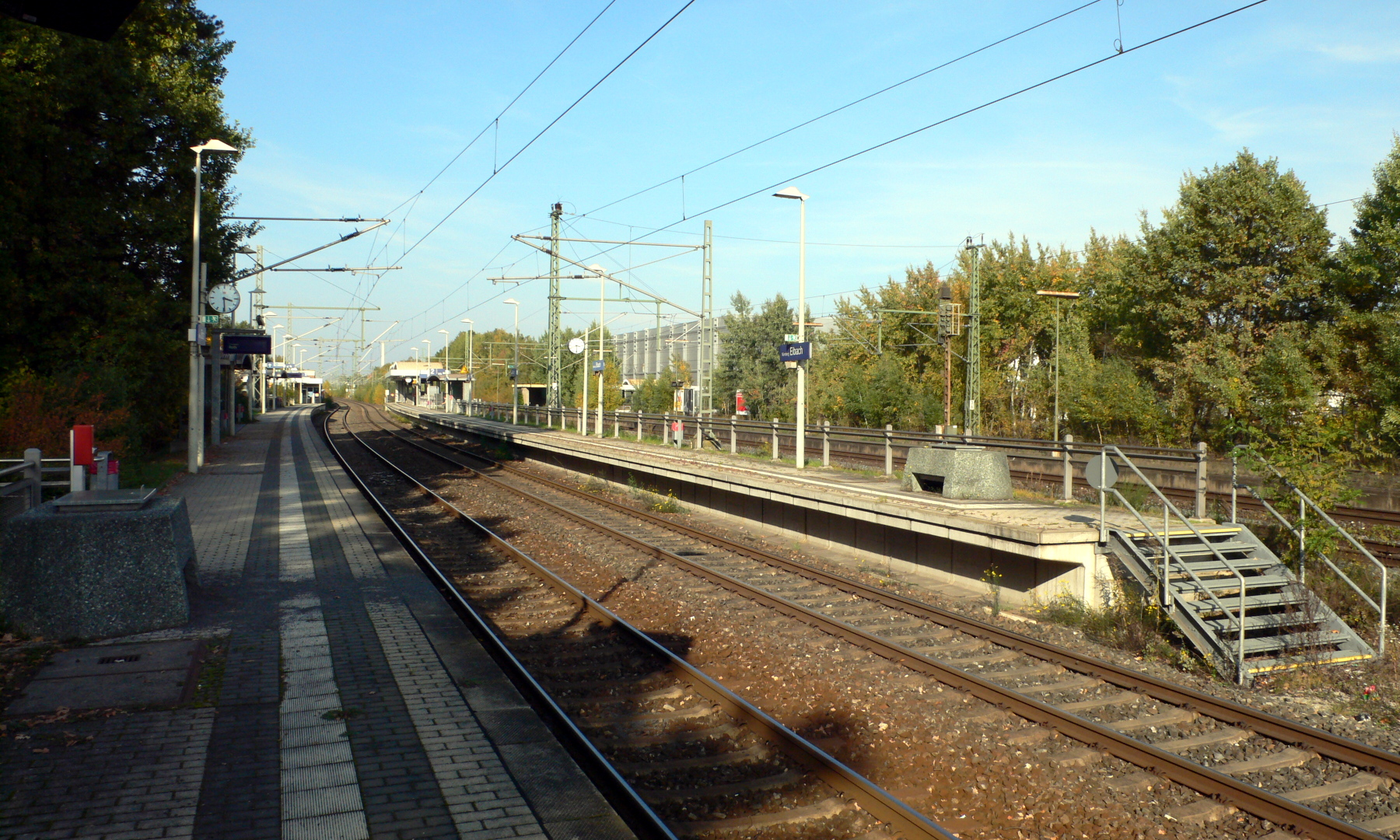
S-Bahnsteige

Der S-Bahn-Haltepunkt im Westen  und verfügt über zwei 145 m lange und 96 cm hohe Seitenbahnsteige.
Der Bahnhof verfügt über vier Durchgangsgleise, wovon zwei (Mittellage) für den durchgehenden Personenverkehr und die anderen beiden (östlich) für den Güterverkehr von Süden bzw. vom Hafen Richtung Ringbahn/Rangierbahnhof genutzt werden. Zwischen diesen Strecken ist noch der nicht mehr genutzte Bahnsteig vorhanden (2017). Eine Besonderheit ist, dass die durchgehenden Hauptgleise der Fernbahn im Bahnhofsbereich entgegen der in Deutschland üblichen Fahrrichtung links befahren werden. Südlich des Bahnhofes findet mit einem Überwerfungsbauwerk ein Gleiswechsel statt. Damit kann einerseits Zügen der Relation Würzburg–Treuchtlingen, die in Nürnberg Hauptbahnhof Kopf machen, ein Kreuzen der Hauptgleise im Hauptbahnhof erspart werden, andererseits ist so ein kreuzungsfreies Ausfädeln der Güterzüge zur Ringbahn möglich. Südlich des Bahnhofes zweigen die Gleise zum Hafen Nürnberg ab.

## Geschichte
Eröffnet wurde die Station am 15. Oktober 1877 durch die Königlich Bayerischen Staatseisenbahnen zunächst nur für den Personenverkehr, die Güterabfertigung folgte 1921. Mit der Inbetriebnahme des Südabschnittes der Ringbahn am 1. Oktober 1898 wurden die Gleisanlagen des Haltepunkts erweitert, da fortan die Zulaufstrecke der Bahnstrecke Nürnberg–Augsburg zum Rangierbahnhof nördlich des Bahnhofes abzweigte. 1972 wurde südlich ein Abzweig zum Hafenbahnhof errichtet. Die letzten Umbaumaßnahmen erfolgten zwischen 1994 und 2001 im Zusammenhang mit der Errichtung der Bahnstrecke Nürnberg–Roth für den S-Bahn-Verkehr. An Stelle des ehemaligen Hausbahnsteigs wurden die beiden S-Bahn-Gleise mitsamt dazugehöriger Infrastruktur westlich errichtet und die bisherigen Anlagen für den Personenverkehr außer Betrieb genommen.
Das Bahnsteiggleis soll 2025 angehoben werden, um Bahnsteighöhe von 76 cm zu erreichen.

## Verkehrsangebot
| Linie | Strecke | Takt |
| ----- | --- | --- |
| S2    | Roth – Büchenbach – Rednitzhembach – Schwabach – Schwabach-Limbach – Katzwang – Reichelsdorfer Keller – Nürnberg-Reichelsdorf – Nürnberg-Eibach – Nürnberg-Sandreuth – Nürnberg-Steinbühl – Nürnberg Hbf – Nürnberg-Dürrenhof – Nürnberg Ostring – Nürnberg-Mögeldorf – Nürnberg-Rehhof – Nürnberg-Laufamholz – Schwaig – Röthenbach (Pegnitz) – Röthenbach-Steinberg – Röthenbach-Seespitze – Lauf West – Lauf (links Pegnitz) – Ottensoos – Henfenfeld – Hersbruck (links Pegnitz) – Happurg – Pommelsbrunn – Hartmannshof Stand: Fahrplanwechsel Dezember 2023 | 20/40 min (Roth–Schwabach) 20 min (Schwabach–Lauf) 20/40 min (Lauf–Hersbruck) 60 min (Hersbruck–Hartmannshof) |